# Rachoviscus
Rachoviscus és un gènere de peixos de la família dels caràcids i de l'ordre dels caraciformes.

## Taxonomia
- Rachoviscus crassiceps (Myers, 1926)[2]
- Rachoviscus graciliceps (Weitzman & Cruz, 1981)[3][4][5][6][7][8][9][10]